# 短毛雀麥
短毛雀麥（学名：Bromus pubescens）为禾本科雀麥屬下的一个种，分佈於北美東岸和中部。

## 扩展阅读
- 維基物種上的相關：短毛雀麥